# Euscelidia prolata
Euscelidia prolata là một loài ruồi trong họ Asilidae. Euscelidia prolata được Dikow miêu tả năm 2003. Loài này phân bố ở miền Ấn Độ - Mã Lai.